# GfL Darmstadt
Die  Gemeinschaft für Leibesübungen (GfL) Darmstadt war ein Sportverein in der südhessischen Stadt Darmstadt, der 1938 durch eine Fusion entstanden war und bis zum Ende des Zweiten Weltkrieges bestand. Die Fußballmannschaft spielte in der Saison 1939/40 in der obersten deutschen Spielklasse, der Gauliga Südwest.

## Geschichte
Die „Machtergreifung“ der Nationalsozialisten hatte ab 1933 auch für den Sport tiefgreifende Änderungen zur Folge. Im Zuge der Gleichschaltung wurden zahlreiche Sportorganisationen, darunter etwa die Regionalverbände des Deutschen Fußball-Bundes sowie der Arbeiter-Turn- und Sportbund und die Deutsche Jugendkraft, aufgelöst. In den Gemeinden und Städten wurde versucht, die meist im bürgerlichen Milieu angesiedelten Sportvereine durch Zusammenlegung in Großvereinen aufgehen zu lassen.
Die Gemeinschaft für Leibesübungen in Darmstadt entstand durch eine solche Großfusion. Am 17. März 1934 schlossen sich zunächst die TG 1846 und der VfL Rot-Weiß zur TSG 1846 Darmstadt zusammen. Diese Vereinigung geschah noch freiwillig, und die beiden Beteiligten hatten ohnehin gemeinsame Wurzeln: Der VfL Rot-Weiß war erst 1924 im Zuge der reinlichen Scheidung von Turn- und Sportvereinen als Auslagerung der Fußballabteilung aus der TG 1846 gegründet worden. Am 18. Oktober 1938 wurde schließlich die GfL Darmstadt als Zwangsvereinigung der TSG 1846 mit zahlreichen weiteren Vereinen gebildet, der Ortsgruppenleiter des Reichsbundes für Leibesübungen, Otto Löwer, wurde deren „Leiter“. Der SV Darmstadt 98 war der einzige größere Sportverein der Stadt, der sich dieser Fusion entziehen und seine Eigenständigkeit bewahren konnte. 
Im Fußballbereich erreichte der neue Großverein bereits 1939 die Aufstiegsrunde zur seinerzeit höchsten Spielklasse, der Gauliga Südwest, scheiterte dort jedoch mit null Punkten aus drei Spielen gegen Union Niederrad und Opel Rüsselsheim. Bedingt durch den Ausbruch des Zweiten Weltkrieges wurde die Spielzeit kurz nach dem Rundenstart abgebrochen und erst Ende November, nunmehr in den zwei Staffeln Mainhessen und Saarpfalz, wieder aufgenommen. Der GfL Darmstadt wurde aufgrund der dadurch bedingten Aufstockung von zehn auf vierzehn Gauligisten als Teilnehmer der Aufstiegsrunde ein Platz in der Staffel Saarpfalz zugesprochen. Die Spielzeit 1939/40 wurde für die Mannschaft allerdings zum sportlichen Debakel, gegen die etablierten Vereine war die GfL chancenlos, verlor gegen den 1. FC Kaiserslautern (1:10) und die TSG Ludwigshafen (0:11) sogar zweistellig, erzielte in den zwölf Spielen lediglich sieben Tore und schloss die Runde mit nur zwei Punkten als Tabellenletzter ab. Den einzigen Saisonsieg (gegen Pirmasens) holten die Südhessen noch dazu am „grünen Tisch“.
Die Feldhandball-Abteilung der Männer stieg 1938 in die erstklassige Handball-Gauliga Südwest auf.
Nachdem nach Kriegsende alle deutschen Sportvereine aufgelöst worden waren, gründeten sich viele der Vorgängervereine der GfL Darmstadt unter ihrem alten Namen neu. So entstand auch die TSG 1846 Darmstadt wieder, deren Fußballer in den 1950er Jahren zeitweise in der viertklassigen 2. Amateurliga Hessen mithalten konnten.